# Ilir Meta
Ilir Rexhep Meta, né le 24 mars 1969 à Skrapar, est un homme d'État albanais. Il est Premier ministre de 1999 à 2002, puis président de l'Assemblée d'Albanie de 2013 à 2017 et enfin président de la République de 2017 à 2022.

## Biographie

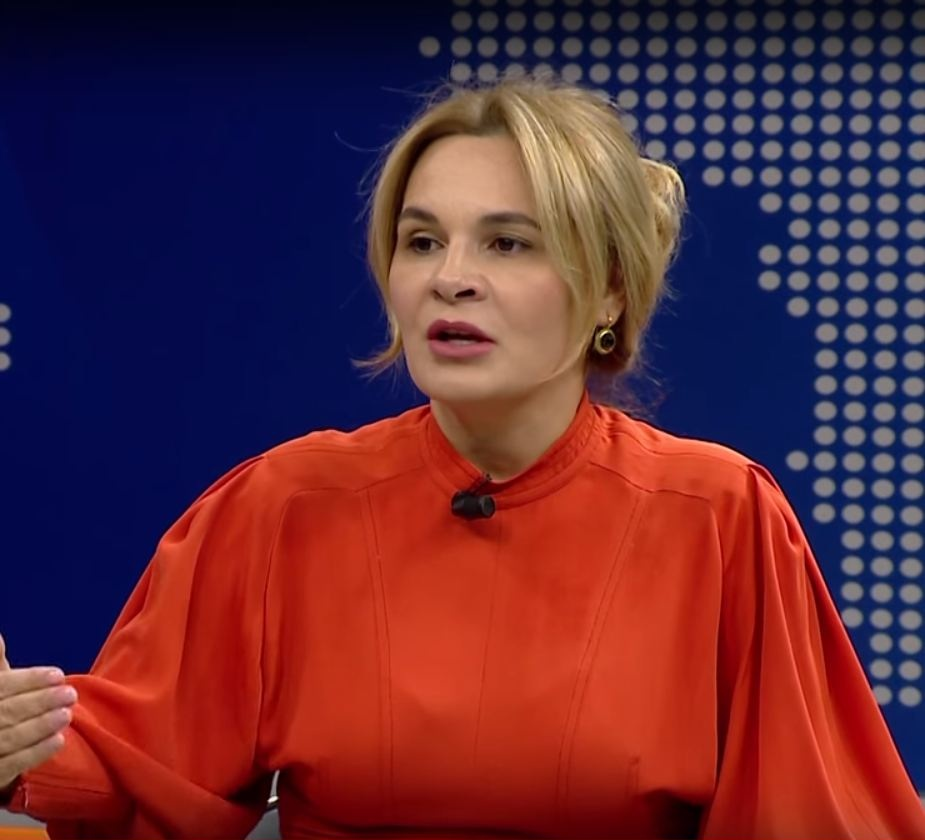
Monika Kryemadhi.

### Carrière universitaire
Diplômé de la faculté d'économie de l'université de Tirana, Ilir Meta est chargé de cours à la faculté des sciences économiques de cette même université. Il a, d'autre part, donné des conférences à l'étranger, notamment à l'université Harvard, la London School of Economics et l'Académie européenne de Berlin.
Marié à Monika Kryemadhi, également engagée en politique, avec laquelle il a trois enfants, Ilir Meta est polyglotte : il parle, outre sa langue maternelle qui est l'albanais, l'anglais et l'italien.

### Parlementaire
Politiquement engagé depuis 1990, Ilir Meta lutte, dans sa jeunesse, contre le communisme et pour le pluralisme politique. En 1992, il est élu membre de l'Assemblée. Son travail parlementaire est important puisqu'il siège au sein de diverses commissions. Vice-président de la Commission des Affaires étrangères de 1996 à 1997, il est nommé vice-Premier ministre chargé de la Coopération.

### Premier ministre d'Albanie
Nommé Premier ministre d'Albanie le 19 octobre 1999, Ilir Meta est confirmé dans ses fonctions après les élections législatives de 2001. Durant son mandat, le chef du gouvernement mène une importante politique de réforme, et parvient à signer un accord d'association avec l'Union européenne. En 2004, alors qu'il ne dirige plus le gouvernement albanais depuis maintenant deux ans, Meta devient l'un des membres d'une commission internationale portant sur les Balkans et présidée par l'ancien président du Conseil italien, Giuliano Amato. Cette Commission devait travailler à des recommandations aux pays Balkans candidats à l'intégration européenne.

### Président de la République
Le 28 avril 2017, il est élu à la présidence de la République au 4e tour par 87 voix pour et 2 contre par les députés de l'Assemblée d'Albanie. Il prend ses fonctions le 24 juillet suivant.
À une large majorité de 104 voix sur 121 députés présents, l'Assemblée vote sa destitution le 9 juin 2021, l'accusant d'avoir violé son devoir de neutralité imposée par la Constitution en participant à la campagne des élections législatives. Il reste toutefois en place jusqu'à ce que la Cour constitutionnelle se prononce sur la légalité de cette destitution. Le cabinet du président qualifie aussitôt ce vote de « décision anticonstitutionnelle et ridicule ».
Prévue le 18 janvier 2022, la session de la Cour constitutionnelle consacrée à sa destitution est repoussée au 1er février après qu'un magistrat a été testé positif au Covid-19,,. Le 17 février, les juges constitutionnels infirment le vote des parlementaires, considérant que les reproches allégués « ne constituent pas une violation de la constitution ». Ilir Meta reste ainsi en place jusqu'à la fin de son mandat, prévue le 24 juillet 2022.

### Après la présidence
Le 21 octobre 2024, Ilir Meta est arrêté, par la police albanaise, pour suspicion de corruption, de blanchiment d'argent et de dissimulation de revenus et de biens personnels.